# 브렛 피트만
브렛 더글러스 피트만 (Brett Douglas Pitman, 1988년 1월 31일 ~ )는 잉글랜드와 저지섬의 축구 선수로, 현재 브리스틀 로버스의 선수이며, 포지션은 공격수이다.